# خان قشلاقي يك
خان قشلاقي يك هي قرية في مقاطعة بارس أباد، إيران. عدد سكان هذه القرية هو 571 في سنة 2006.